# Lac qui Parle (jezioro)
Lac qui Parle – jezioro w stanie Minnesota. Jego nazwa znaczy po francusku jezioro które mówi, została nadana przez francuskich traperów i jest odpowiednikiem nazwy w języku lakota. Dawne jezioro o tej nazwie istniało w delcie rzeki Lac qui Parle. Obecne jezioro jest wynikiem spiętrzenia wód rzeki Minnesota, natomiast rzeka Lac qui Parle wpada do rzeki Minnesota poniżej jeziora. Południową część jeziora zajmuje Lac qui Parle State Park.